# 26 Proserpina
26 Proserpina este un asteroid din centura de asteroizi. A fost  
descoperit de R. Luther la 5 mai 1853. Este numit după zeița romană Proserpina.